# Tête de la reine Musa

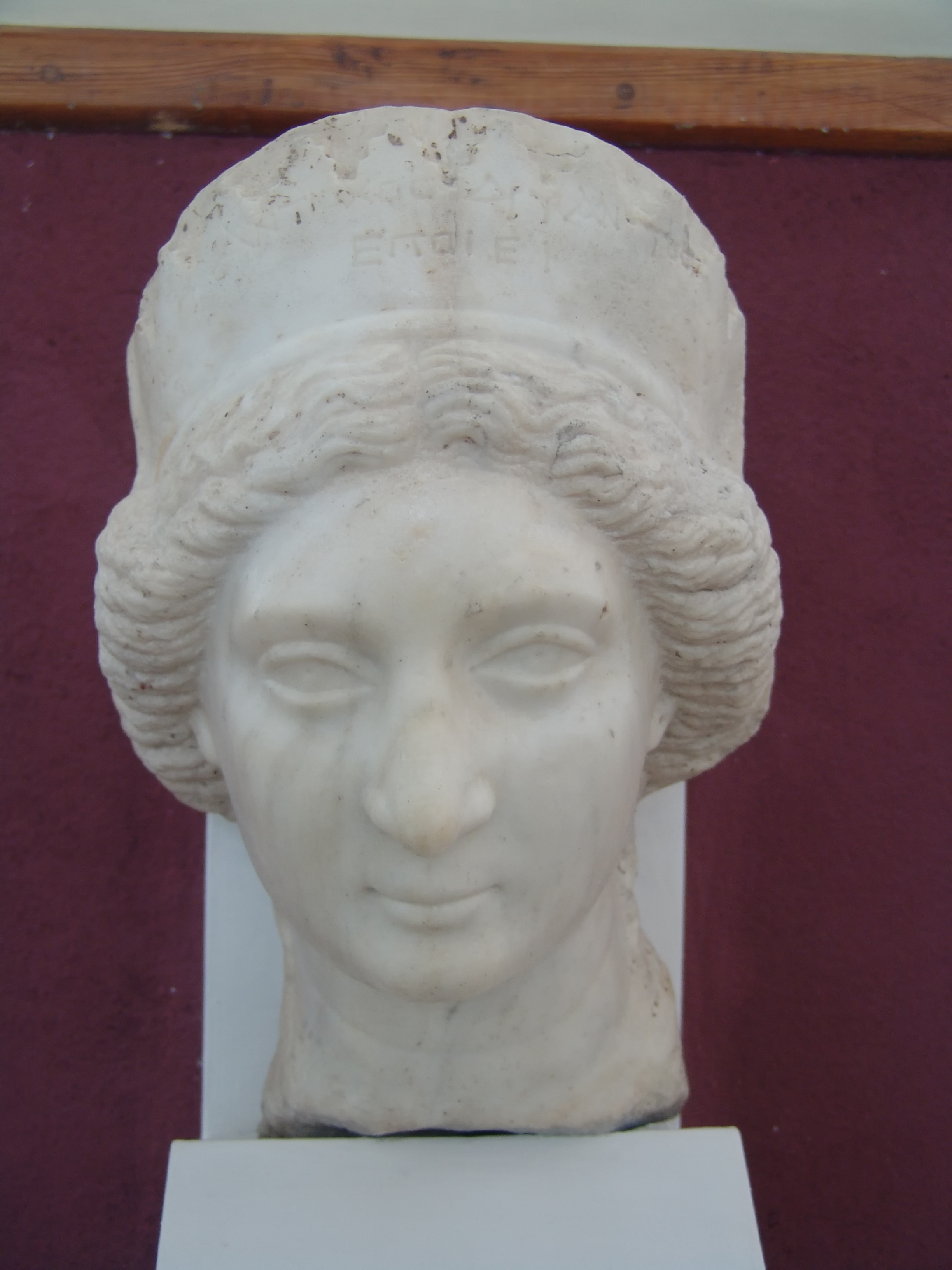
Photographie de la tête de la reine Musa (musée national d'Iran)

La tête de la reine Musa est une sculpture de marbre en ronde bosse conservée au musée national d'Iran à Téhéran qui représente la tête de la reine Musa, épouse du roi parthe, Phraatès IV. Elle date des dernières années du Ier siècle av. J.-C.
Cette tête de marbre a été excavée en 1939 au Khouzestan par une équipe d'archéologues français.
Musa est une ancienne esclave romaine italique qu'Auguste a donnée au roi Phraatès IV de Parthie parmi d'autres présents lors de la conclusion d'un traité de paix en 20 av. J.-C. : les deux empires conviennent ainsi que leur frontière commune est fixée à l'Euphrate et les enseignes romaines prises à Crassus à la bataille de Carrhes en 53 av. J.-C.sont restituées à Rome.
Il est important de préciser que, en dehors des indices archéologiques, seul un texte antique - les Antiquités judaïques de Flavius Josèphe - dont l'intention en filigrane est de dénoncer les mœurs parthes, atteste l'existence et le rôle apparemment important, surtout pour une femme de cette époque, de Musa. Par conséquent, la biographie de Musa qui en est tirée doit être prise avec précaution.
Phraatès fait rapidement de Musa son épouse favorite. Phraatès avait fait assassiner son propre père Orodès II et ses frères, afin de régner seul. Musa, quant à elle, contribue à répandre l'influence romaine dans le royaume et donne naissance à un fils, Phraatecès (en grec:  Φραατάκης). Elle convainc le roi d'envoyer ses quatre autres fils et son petit-fils, issus de mariages avec d'autres épouses, à Rome (vers 10 ou 9 av. J.-C.), comme témoignage d'attachement à Rome et pour qu'ils reçoivent une éducation à la romaine, selon l'interprétation de Tacite. En réalité, cela a pour plus sûr effet de les éloigner de la succession parthe au profit de son propre fils.
Finalement, Musa et/ou Phraatecès, alors encore adolescent, font empoisonner Phraatès en 2 av. J.-C.. Phraatecès, devenu Phraatès V, règne ensuite conjointement pendant six ans avec sa mère, ce qui peut se déduire de leur co-figuration sur les deux côtés de pièces de monnaie (un cas unique dans l'histoire parthe). 
Quelque temps plus tard, en l'année 1 av. J.-C., Auguste envoie son fils adoptif Gaius César envahir l'Arménie, royaume alors dépendant de l'Empire parthe. Phraatès V préfère signer un traité reconnaissant l'Arménie comme royaume soumis à l'Empire romain, les forces armées en présence étant trop déséquilibrées. Ce qui est considéré comme une soumission à l'égard des Romains est mal perçu par la haute noblesse militaire parthe. 
Selon Flavius Josèphe, la mère et le fils se seraient ensuite mariés. Cet inceste aurait été conforme aux anciennes règles en usage dans la famille royale achéménide, mais est inconnue des Parthes. Le conseil parthe des anciens les désavoue. Phraatès V et sa mère sont assassinés dans leur fuite en 4 ap. J.-C., après qu'Orodès III fut devenu roi.
Du point de vue des Romains, le personnage de Musa, elle-même d'origine romaine, semble donc avoir joué un rôle déterminant, quoique involontaire à moins d'imaginer qu'Auguste l'ait intentionnellement introduite auprès de Phraatès IV, dans le recul de la menace parthe au tournant de notre ère et dans l'affaiblissement de la dynastie arsacide qui régnait depuis l'origine du royaume au IIIe siècle av. J.-C. Celle-ci est d'ailleurs ensuite définitivement évincée, malgré les courts règnes de Vononès Ier et Tiridate III, par un prince parthe devenu roi sous le nom d'Artaban III.

## Bibliographie

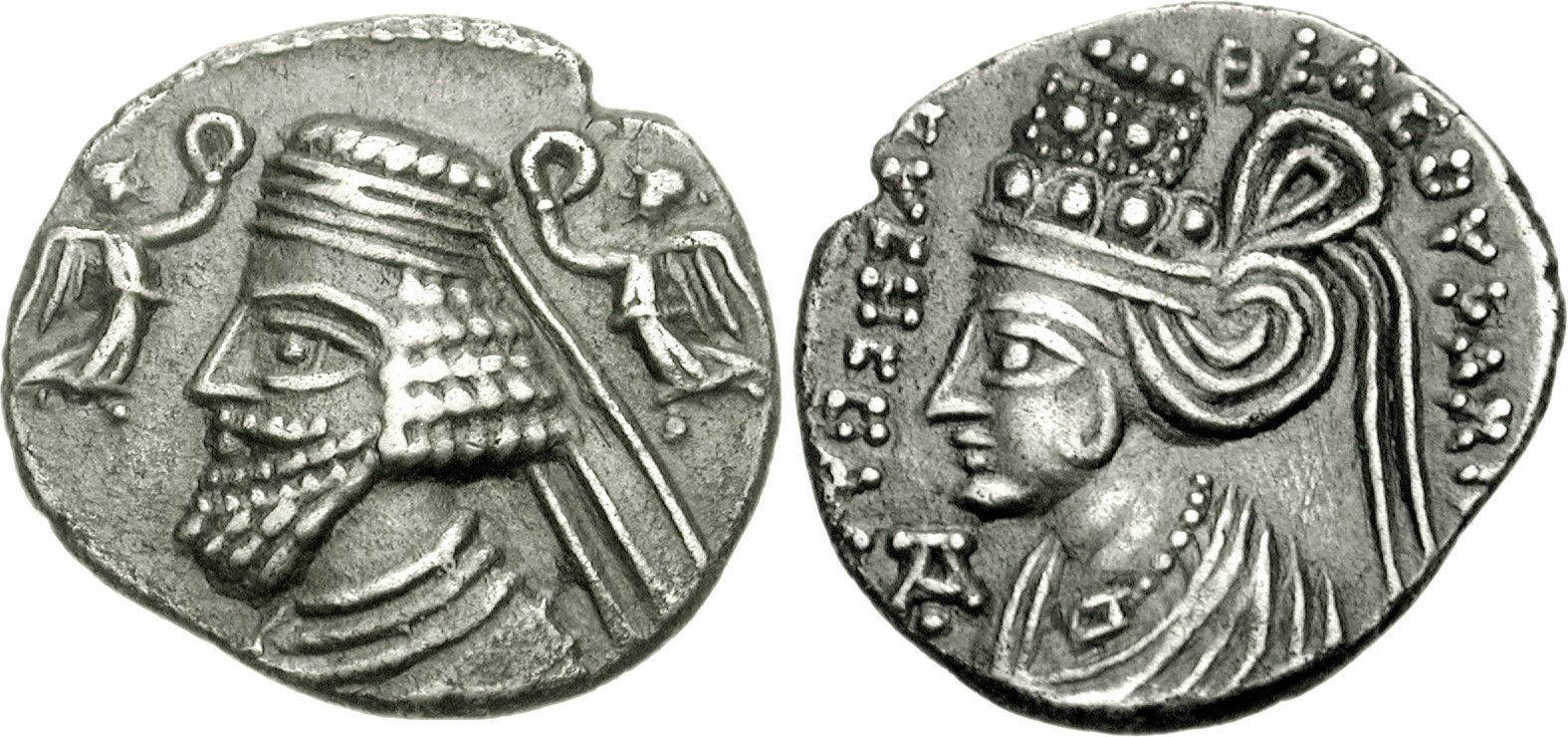
Drachmes figurant Phraatès V et Musa